# Mine limpet
Une mine limpet est un type de mine marine, qui est posée principalement par les nageurs de combat sur une cible par des aimants. Elles sont ainsi nommées en raison de leur ressemblance avec la patelle (limpet, en anglais), qui est un type de mollusque.

## Mine

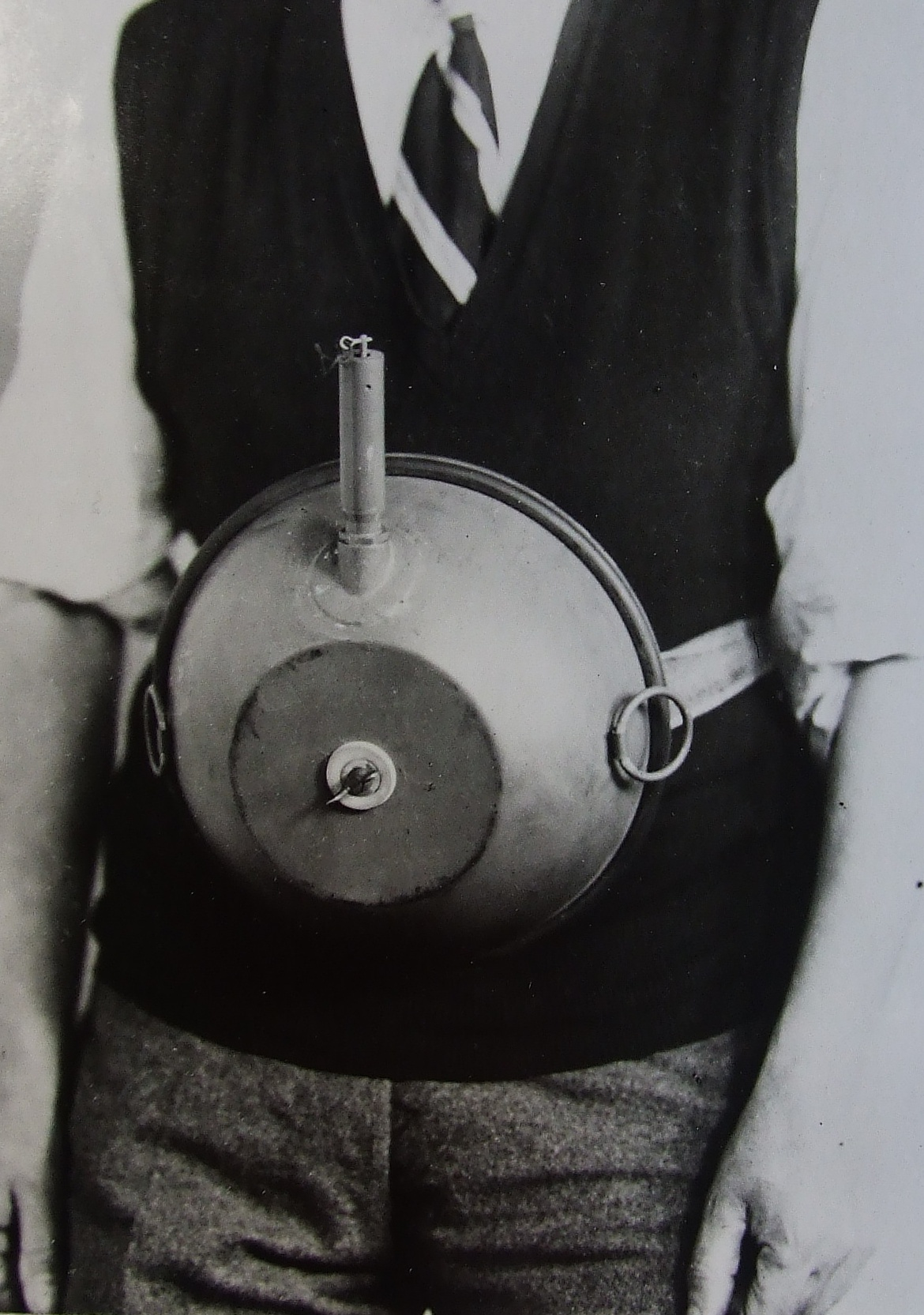
Le major Cecil Vandepeer Clarke portant une première version de la mine limpet sur une plaque de retenue dans la position utilisée par un nageur.

Les mines limpets ont été mises au point en 1939 par Stuart Macrae, éditeur de la revue Armchair Science, et par le major Cecil Vandepeer Clarke.
La limpet, utilisée par les Britanniques pendant la Seconde Guerre mondiale, contenait 4 kg d’explosif, permettant de faire d’énormes dégâts sur des navires non cuirassés (non blindés).
La limpet est généralement conçue avec un compartiment creux qui la rend plus légère et lui permet une certaine flottabilité, permettant de la manipuler plus facilement sous l'eau. Ces mines ventouses sont munies d'un aimant et étaient généralement constituées d’un dispositif anti-manipulation, les faisant exploser si elles étaient retirées. Parfois, la limpet était équipée d'une petite hélice qui permettait de faire exploser la mine après que le bateau ait navigué sur une certaine distance. Ce système permettait de faire sombrer le navire en eau profonde, voire de boucher un passage et de rendre plus difficile l'explication du naufrage.

## Exemples d’utilisation
Pendant la Seconde Guerre mondiale, les limpets ont été utilisées en particulier lors de l’opération Coque de Noix, en 1942, contre des navires marchands amarrés dans le port de Bordeaux. 
Le 16 janvier 1945, des résistants norvégiens coulent de cette manière le navire SS Donau dans le fjord d'Oslo.
En 1980, une mine limpet a été utilisée pour couler la Sierra, un navire baleinier, après une confrontation avec la Sea Shepherd Conservation Society. 
Le 10 juillet 1985, une mine limpet fut utilisée, par la DGSE contre le Rainbow Warrior dans le port d'Auckland, en Nouvelle-Zélande.
Des mines limpet ont été utilisées, mais n'ont pas toujours explosé, lors d'attentats non revendiquées sur des navires pétroliers de diverses nationalités lors de l'Incident du golfe d'Oman (mai 2019) et de l'Incident du golfe d'Oman (juin 2019).